# Antiguo Hospital de San Roque (Santiago de Compostela)

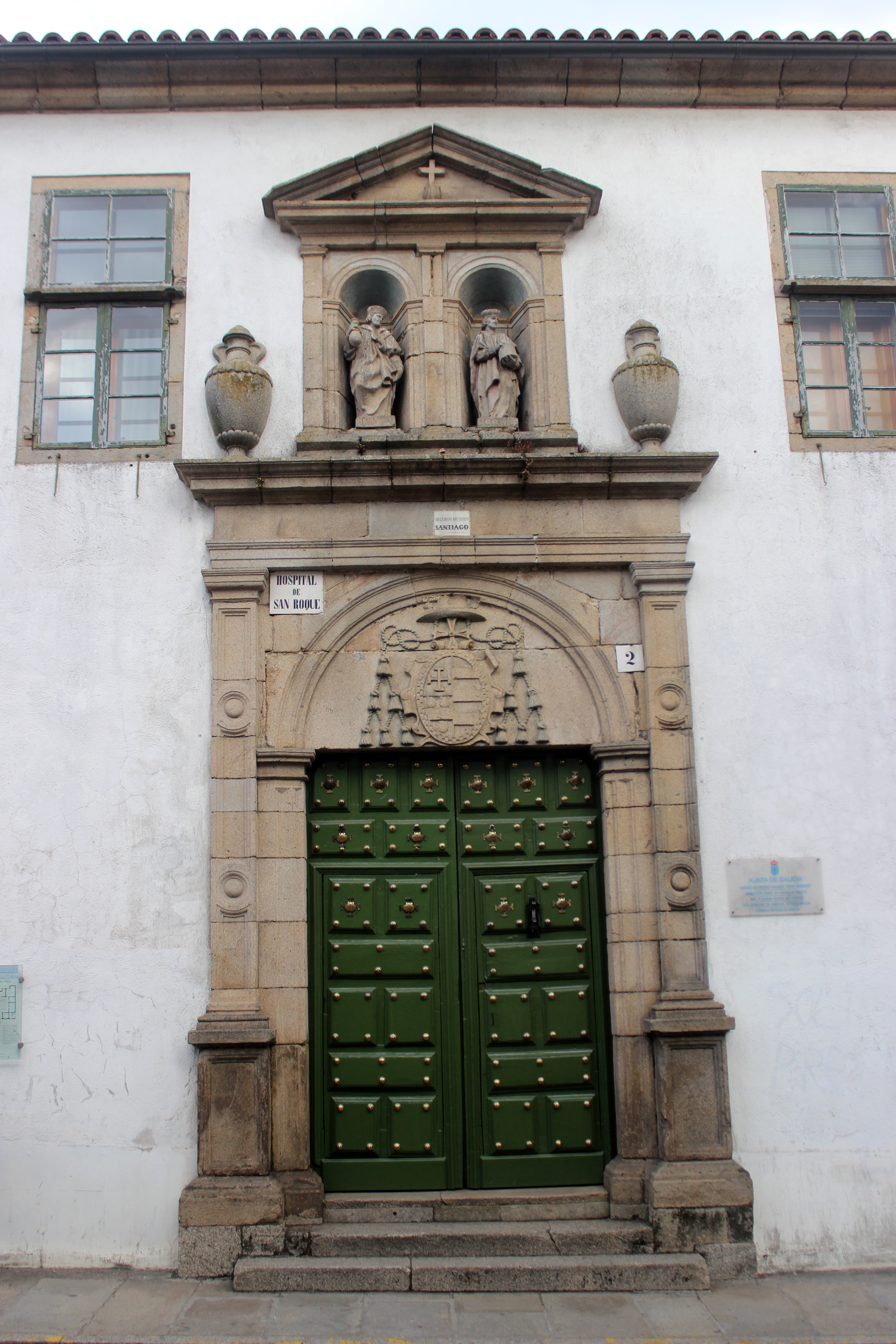
Portada do Hospital.

El Antiguo Hospital de San Roque de Santiago de Compostela es un edificio originario del siglo XVI, que fue reformado en el XVIII. 
En la actualidad, y tras su adquisición por la Junta de Galicia y de su rehabilitación a finales del siglo XX, el inmueble sirve de sede a diversas instituciones culturales de la ciudad.

## Localización
Está situado en lo alto de la rúa das Rodas, donde comienza la rúa de San Roque, en el n.º 2 de esta calle.

## Historia

### Un hospital delsigloXVI

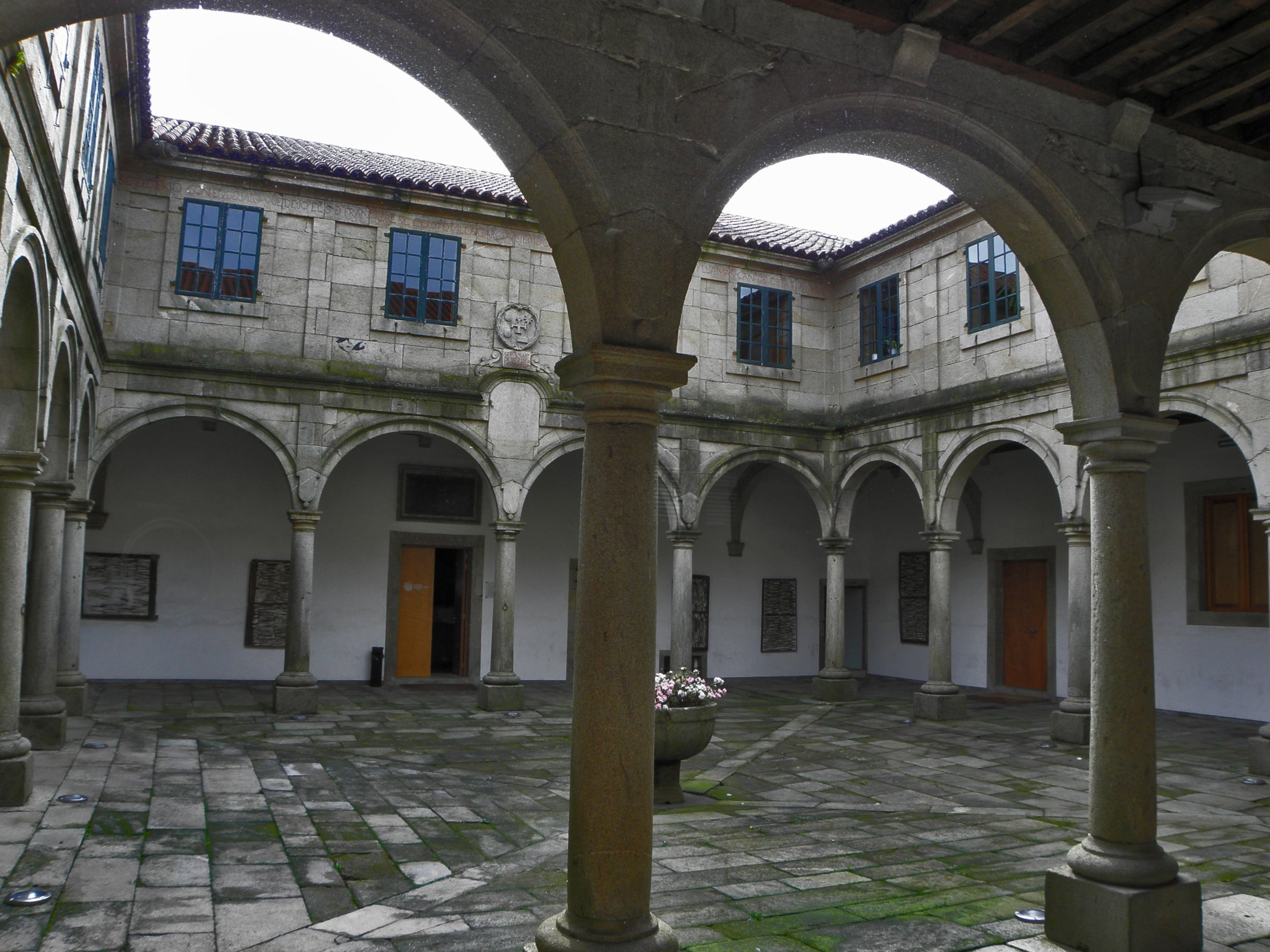
Claustro del Hospital.

Terminado en 1583, el hospital fue inaugurado en 1578 por el arzobispo Francisco Blanco para acoger a los afectados por las terribles epidemias de peste que asolaron la ciudad en el siglo XVI, dedicándose a San Roque por ser este uno de los santos más invocados para proteger contra esta enfermedad.
El diseño del edificio se encargó a Gaspar de Arce, maestro de obras de la Catedral de Santiago. De su antigua traza solo se conserva la portada renacentista, ya que fue reedificado en la segunda mitad del siglo XVIII.
Su estructura cuenta con una planta rectangular y un claustro. Destaca por la gran sobriedad y sus líneas simples. La fachada sigue la estructura de un arco de triunfo: sobre las pilastras toscanas se levanta un arco de medio punto apoyado en impostas. A continuación, un entablamento sobre el que se alza un segundo cuerpo de menores proporciones. Acaba con un frontón triangular sobre unas delgadas pilastras que enmarcan dos hornacinas con las figuras de los santos Cosme y Damián, los hermanos gemelos que practicaban la medicina gratuitamente.
De su interior cabe resaltar el hermoso claustro de dos galerías, con cuatro arcos en cada lado que descansan sobre columnas dóricas.

### Iglesia delsigloXVIII
Formando conjunto con el hospital, está la Iglesia de San Roque (o Capilla de San Roque), de planta también rectangular y de estilo barroco.
En su interior acoge uno de los más importantes retablos de Simón Rodríguez.

### En tiempos modernos
Cuando dejó de ejercer su función hospitalaria el edificio fue convertido en residencia de obispo auxiliar de la archidiócesis.[cita requerida] Desde el año 1975 se instala en su planta baja la Asociación de Padres de Alumnos Subnormales (ASPAS) cuyo nombre hoy en día evolucionó a Personas con Discapacidad o con Diversidad Funcional, en el primer piso se instala Caritas Diocesana. Debido al mal estado del inmueble las dos organizaciones deciden trasladarse a otras ubicaciones en los años 97-98. Tras su adquisición por la Junta de Galicia, el inmueble fue sometido en os últimos años del siglo XX a una profunda rehabilitación y adaptación funcional, a fin de dotarlo de espacios adecuados para los depósitos bibliográficos y el desarrollo de actividades de carácter científico y cultural. Las nuevas instalaciones fueron inauguradas el 14 de febrero de 2001.
En la actualidad sirve de sede a diversas instituciones culturales de la ciudad: la Secretaría Xeral de Política Lingüística, el Centro Ramón Piñeiro; desde e año 2002 acoge también al Instituto de Estudios Gallegos Padre Sarmiento (C.S.I.C.), y desde su fundación, en 2004, es la sede de la Academia de Farmacia de Galicia.
En su interior se puede ver la maqueta de la Ciudad de la Cultura de Galicia, de Peter Eisenman. Dejando a un lado su pequeño jardín, se llega al conjunto formado por las contrastadas arquitecturas del Centro Galego de Arte Contemporánea e do Convento de Santo Domingo de Bonaval, que conforman un estrecho pasadizo a través del que se accede al parque de San Domingos de Bonaval.